# Alex Greenwich
Alexander Hart Greenwich (sinh ngày 28 tháng 11 năm 1980) là thành viên của Hội đồng Lập pháp New South Wales, đại diện cho vị trí của Sydney kể từ bầu cử Sydney năm 2012. Ông hoạt động như một người độc lập và được hỗ trợ bởi người tiền nhiệm của mình, Clover Moore độc lập. Ông cũng là đồng Chủ tịch của Bình đẳng Hôn nhân Úc và là một trong những người lãnh đạo chính của chiến dịch CÓ thành công cho Khảo sát Bưu chính Luật Hôn nhân Úc năm 2017 và hợp pháp hóa phá thai ở New South Wales vào năm 2019.

## Tuổi thơ
Greenwich được sinh ra ở New Zealand với cha là người Georgia và mẹ người Mỹ. Cha của ông, Victor Greenwich Dadianov (hiện là Tổng lãnh sự danh dự Georgia tại Sydney), được sinh ra là Hoàng tử Victor Dadianov của gia đình hoàng gia Georgian Dadiani nhưng mẹ ông đã đổi tên thành Greenwich sau khi họ chuyển đến New Zealand từ Nga sau Chiến tranh thế giới thứ hai. Năm 7 tuổi, Greenwich cùng gia đình đến Sydney, Australia. Từ nơi cư trú của gia đình tại Thông tư Quay, Greenwich được đào tạo tại Trường Ngữ pháp Sydney và hoàn thành bằng Cử nhân Nghệ thuật Quản lý Nhân sự và Nghiên cứu Nga tại Đại học New South Wales. Từ ngày 1 tháng 12 năm 1998 đến ngày 1 tháng 12 năm 2012, Greenwich là Giám đốc điều hành của công ty tuyển dụng của riêng mình, Chiến thắng Tuyển dụng Thái độ.

## Đời tư
Greenwich là nghị sĩ đồng tính nam công khai duy nhất trong Hội đồng lập pháp bang NSW. Trước khi tham gia chính trường, Greenwich là một nhà hoạt động quyền LGBT nổi tiếng và lãnh đạo Bình đẳng Hôn nhân Úc.
Trước khi tranh cử, Greenwich từ năm 2009 là người triệu tập quốc gia về Bình đẳng Hôn nhân Úc và được vinh danh là một trong 25 người Úc đồng tính nam và đồng tính nữ có ảnh hưởng nhất của Samesame.com.au năm 2010. Với tư cách là nhà triệu tập quốc gia, Greenwich đã tổ chức hơn 44.000 bài nộp cho cuộc điều tra của thượng viện năm 2011 về hôn nhân cùng giới, và tiếp tục là một nhà hoạt động nổi tiếng để đạt được cải cách hôn nhân cùng giới ở Úc. Vào tháng 5 năm 2012, Greenwich kết hôn với bạn đời lâu năm người Đức, Victor Hoeld ở Argentina, nơi hôn nhân cùng giới hợp pháp.